# Église paroissiale de la Visitation de Pesthidegkút
L'église paroissiale de la Visitation de Pesthidegkút (Pesthidegkút Sarlós Boldogasszony Plébániatemplom) ou église paroissiale de Pesthidegkút-Ófalu (Pesthidegkút-Ófalu temploma) est une église catholique romaine de Budapest située dans le quartier de Pesthidegkút-Ófalu.